# Benito Lentini
El maestro Benito Lentini (Sicilia, 1793 — Las Palmas de Gran Canaria, España, 1846), fue un pianista y compositor italiano que se afincó en la ciudad española de Las Palmas de Gran Canaria.

## Biografía
Benito Lentini llegó a Las Palmas de Gran Canaria en 1815 procedente de su Italia natal para ofrecer unos conciertos. Por aquel entonces la ciudad necesitaba de un maestro de piano y se le ofreció el cargo de maestro de capilla de la Catedral de Las Palmas, quedándose a vivir desde entonces en la isla.
Integrado en la vida cultural y social de la ciudad, gracias a su empeño se realizaron diversas obras de trascendencia, como el pintado de fachadas, el adecentamiento de plazas y el aseo y ornato de calles. En su recuerdo, la ciudad impuso su nombre a una de estas calles, situada en el barrio de Triana, en la margen izquierda del barranco Guiniguada.  
Su proyecto más ambicioso fue promover la construcción de un teatro para la ciudad, el Teatro Cairasco, que fue inaugurado en 1842, siendo primero que se levantaba en la ciudad y directo predecesor del Teatro Pérez Galdós.
También impulsó la creación de la Sociedad Filarmónica de Las Palmas de Gran Canaria, nacida en 1845, pasando a dirigir su orquesta, hasta que falleció al año siguiente.

## Composiciones
Algunas de las composiciones de Benito Lentini son:
- Verso para septimino de viento
- Obertura y sinfonía para pianoforte